# Newton Mesquita
Newton Ferreira Mesquita (São Paulo, 6 de junho de 1949) é um pintor, desenhista, gravador, cenógrafo, fotógrafo e escultor brasileiro.

## Biografia
Formou-se em arquitetura pela Universidade Braz Cubas de Mogi das Cruzes, em 1977. Iniciou-se nas artes visuais na capital paulista, produzindo litografias e serigrafias. Desde 1975, participa de salões oficiais e mostras coletivas em diversas cidades do Brasil e do exterior (Buenos Aires, Montevidéu, Barcelona, Nova York, Tóquio, Tel Aviv, etc.).
Produziu capas de cadernos e livros e outros trabalhos de artes gráficas para a Cia Melhoramentos e para a Editora Brasiliense, além de cenários para televisão, vídeo e cinema. Foi diretor do Museu da Imagem e do Som de São Paulo. Possui obras em importantes coleções públicas e particulares do Brasil e do exterior, como por exemplo no acervo do MASP e no MAB, em São Paulo, e na Galleria degli Uffizi, em Florença.